# Marinne Giraud
Marinne Giraud, née le 23 avril 1986 à Floréal, un quartier de Curepipe, est une joueuse de tennis mauricienne, professionnelle entre 2004 et 2009.
Elle est la seule représentante de son pays à être passée professionnelle et une des rares à avoir évolué au niveau international.
Elle a remporté sept tournois ITF : quatre en simple dont le $25,000 de Trivandrum et trois en double dont le $25,000 de Saint-Denis de La Réunion. Elle a représenté son pays en Fed Cup en 2007 et 2008. En 2009, elle prend part à trois tournois WTA et échoue par deux fois au second tour des qualifications.

## Classements WTA

### Classements en simple en fin de saison
| Année | 2004 | 2005 | 2006 | 2007 | 2008 | 2009 |
| Rang  | 817  | 618  | 591  | 293  | 288  | 271  |

Source : (en) « Classements de Marinne Giraud », sur le site officiel du WTA Tour

### Classements en double en fin de saison
| Année | 2004 | 2005 | 2006 | 2007 | 2008 | 2009 |
| Rang  | 778  | 586  | 734  | 352  | 451  | 609  |

Source : (en) « Classements de Marinne Giraud », sur le site officiel du WTA Tour

## Palmarès
- Médaille d'argent en double dames avec Astrid Tixier à la Coupe d'Afrique des nations de 2006 à Tunis